# Gordon Löwenadler
David Gordon Löwenadler, född 8 november 1925 i Harrow i England, död 14 januari 2013 i Rönninge, Salems kommun i Sverige, var en svensk skådespelare och pressinformatör. 
Löwenadler var reklamchef på AB Europafilm i Stockholm och senare marknadsförare på Svensk Filmindustri. Han var kusinbarn till skådespelaren Holger Löwenadler. Gordon Löwenadler var från 1962 gift med Ilse Hallman från Estland (1935–2014). De är begravda på Östra kyrkogården i Göteborg.

## Filmografi (urval)
- 1949 – Janne Vängman på nya äventyr
- 1952 – Janne Vängman i farten
- 1953 – Barabbas
- 1953 – Sommaren med Monika
- 1953 – Vägen till Klockrike
- 1954 – Café Lunchrasten
- 1954 – Karin Månsdotter
- 1955 – Finnskogens folk
- 1956 – Suss gott
- 1956 – Flamman
- 1957 – Det sjunde inseglet
- 1959 – 13 Demon Street
- 1961 – Svenska Floyd
- 1978 – Lyftet
- 1981 – Sopor

## Teater

### Roller (ej komplett)
| År   | Roll           | Produktion                                                | Regi            | Teater                      |
| ---- | -------------- | --------------------------------------------------------- | --------------- | --------------------------- |
| 1948 | Mördare 3      | Macbeth William Shakespeare                               | Ingmar Bergman  | Göteborgs stadsteater       |
| 1948 | Utroparen      | Tjuvarnas bal Jean Anouilh                                | Ingmar Bergman  | Göteborgs stadsteater       |
| 1951 |                | Kära Ruth Norman Krasna                                   | Ernst Eklund    | Lisebergsteatern            |
| 1952 | Läkaren        | Madame Walentin Chorell                                   | Brita von Horn  | Dramatikerstudion           |
| 1953 |                | Saken är Oscar P.G. Wodehouse, Guy Bolton och Cole Porter | Georg Funkquist | Oscarsteatern               |
| 1958 | Kapten La Hire | Sankta Johanna George Bernard Shaw                        | Johan Falck     | Helsingborgs stadsteater    |
| 1958 |                | Arsenik och gamla spetsar Joseph Kesselring               | Olof Thunberg   | Intiman                     |
| 1958 |                | Södercharmörer Ingmar Billow och Stig Browall             | Stig Browall    | Tantolundens friluftsteater |
| 1959 |                | Julia tar hem potten Ingmar Billow och Stig Browall       | Stig Browall    | Tantolundens friluftsteater |
| 1959 | Charles        | Ungdoms ljuva fågel Tennessee Williams                    | Per Gerhard     | Vasateatern                 |